# الساحة (صعدة)
الساحة هي إحدى قرى الجمهورية اليمنية. وهي تتبع جغرافيًا لمحافظة صعدة. وإداريًا لمديرية مجز. يبلغ تعداد سكانها 1305 نسمة حسب الإحصاء الذي جرى عام 2004.